# Diệt chủng văn hóa
Diệt chủng văn hóa hay thanh lọc văn hóa là một khái niệm mà luật sư Raphael Lemkin phân biệt năm 1944 là một thành phần của tội diệt chủng. Định nghĩa chính xác của "diệt chủng văn hóa" vẫn còn được tranh cãi. Tuy nhiên, Bảo tàng Diệt chủng Armenia định nghĩa diệt chủng văn hóa là "các hành động và biện pháp được thực hiện để phá hủy văn hóa của các quốc gia hoặc dân tộc thông qua hủy diệt tinh thần, quốc gia và văn hóa".
Một số nhà dân tộc học, chẳng hạn như Robert Jaulin, sử dụng thuật ngữ "ethnocide" để thay thế cho cultural genocide - "diệt chủng văn hóa", mặc dù cách sử dụng này đã bị chỉ trích là có nguy cơ nhầm lẫn dân tộc với văn hóa. Thuật ngữ này đã được xem xét trong Tuyên bố Liên hợp quốc năm 2007 về quyền của người dân bản địa và viết tắt bên cạnh thuật ngữ " ethnocide ". Tuy nhiên, nó đã bị xóa trong tài liệu cuối cùng và chỉ được thay thế bằng "diệt chủng".

## Sử dụng
Ngay từ năm 1944, luật sư Raphael Lemkin đã phân biệt một thành phần văn hóa của nạn diệt chủng, từ đó trở nên nổi tiếng là "diệt chủng văn hóa". Thuật ngữ này đã có được giá trị tu từ như là một cụm từ được sử dụng để hành động phá hủy di sản văn hóa và truyền thống. Nó cũng thường được sử dụng sai như một khẩu hiệu để lên án bất kỳ hình thức hủy diệt nào mà người nói không tán thành, mà không quan tâm đến tiêu chí của ý định tiêu diệt một nhóm văn hóa như vậy.

### Đề xuất sử dụng
Những người soạn thảo Công ước Diệt chủng năm 1948 đã cân nhắc việc sử dụng thuật ngữ này, nhưng sau đó đã bỏ nó khỏi sự cân nhắc của họ. Định nghĩa pháp lý của tội diệt chủng là không cụ thể về cách thức chính xác mà tội diệt chủng được thực hiện, chỉ nói rằng đó là sự hủy diệt với ý định tiêu diệt một nhóm chủng tộc, tôn giáo, dân tộc hoặc quốc gia như vậy.
Điều 7 của một dự thảo năm 1994 của Tuyên bố Liên hợp quốc về quyền của người bản địa đã sử dụng cụm từ "diệt chủng văn hóa" nhưng không định nghĩa nó là gì. Bài viết đầy đủ trong dự thảo được đọc như sau:
Người dân bản địa có quyền tập thể và cá nhân không phải chịu ethnocide và diệt chủng văn hóa, trong đó có công tác phòng chống và bồi thường cho: 
(a) Bất kỳ hành động nào có mục đích hoặc tác động tước đoạt tính toàn vẹn của họ với tư cách là những dân tộc riêng biệt, hoặc về các giá trị văn hóa hoặc bản sắc dân tộc của họ;
(b) Bất kỳ hành động nào có mục đích hoặc hiệu quả của việc tước đoạt đất đai, lãnh thổ hoặc tài nguyên của họ;
(c) Bất kỳ hình thức chuyển dịch dân số nào có mục đích hoặc hiệu lực của việc vi phạm hoặc làm suy yếu bất kỳ quyền nào của họ;
(d) Bất kỳ hình thức đồng hóa hoặc hòa nhập nào bởi các nền văn hóa hoặc lối sống khác áp đặt lên chúng bằng các biện pháp lập pháp, hành chính hoặc các biện pháp khác;
(e) Bất kỳ hình thức tuyên truyền nào chống lại họ.
Từ ngữ này chỉ xuất hiện trong một dự thảo. Tuyên bố Liên hợp quốc về quyền của người bản địa đã được Đại hội đồng Liên Hiệp quốc thông qua trong phiên họp thứ 62 tại Trụ sở Liên hợp quốc tại thành phố New York vào ngày 13 tháng 9 năm 2007, nhưng chỉ đề cập đến "diệt chủng, hoặc bất kỳ hành vi bạo lực nào khác" trong Điều 7 (tài liệu tham khảo duy nhất về diệt chủng trong tài liệu). Khái niệm "diệt chủng" và "diệt chủng văn hóa" đã bị loại bỏ trong phiên bản được Đại hội đồng thông qua, nhưng các điểm phụ được nêu ở trên từ bản dự thảo đã được giữ lại (với cách diễn đạt hơi mở rộng) trong Điều 8 nói về "quyền không phải chịu sự đồng hóa bắt buộc ".